# Grijsbuikkomeetkolibrie
De grijsbuikkomeetkolibrie (Taphrolesbia griseiventris) is een vogel uit de familie Trochilidae (kolibries). De vogel werd in 1895 door de Poolse vogelkundige Władysław Taczanowski geldig beschreven. Het is een bedreigde, endemische vogelsoort in Peru.

## Kenmerken
De vogel is 14 tot 17 cm lang (inclusief staart). Het is een vrij grote, van boven bronsgroen gekleurde kolibrie met een lange, gevorkte staart. Kenmerkend zijn de witte vlek achter het oog en de goudkleurig oranje veerranden van de groene staart. Het mannetje heeft een blauwe keelvlek die bij het vrouwtje ontbreekt. Verder is de onderkant grijs. De staart van het vrouwtje is ook korter en minder sterk gevorkt.

## Verspreiding en leefgebied
Deze soort is endemisch in noordwestelijk Peru in de Andes in de regio's Cajamarca en Huánuco in het stroomgebied van de rivier de Marañón. Het leefgebied bestaat uit droge, rotsige hellingen begroeid met cactussen, agaves en bromelia's op 2750 tot 3850 m boven zeeniveau.

## Status
De grijsbuikkomeetkolibrie heeft een beperkt verspreidingsgebied en daardoor is de kans op uitsterven aanwezig. De grootte van de populatie werd in 2016 door BirdLife International geschat op 350 tot 1500  individuen en de populatie-aantallen nemen af door habitatverlies. Het leefgebied wordt aangetast door ontbossing waarbij natuurlijk bos en struikgewas door afbranden wordt omgezet in gebied voor beweiding door vee. Om deze redenen staat deze soort als bedreigd op de Rode Lijst van de IUCN.